# Achada da Lagoa
Achada da Lagoa é um sítio da serra da freguesia da Ribeira da Janela, concelho do Porto Moniz, Ilha da Madeira.